# Kollafjarðarheiði
Die Kollafjarðarheiði  ist eine Hochlandstraße in den Westfjorden von Island.
Sie verbindet den Vestfjarðavegur  mit dem Djúpvegur  auf einer Strecke von 25 km.
Diese Piste ist kaum ausgebaut und nur für geländegängige Fahrzeuge mit Allradantrieb befahrbar.
Es gibt keine Brücken.
Mindestens sieben Flüsse müssen gefurtet werden.
Im Kollafjörður zweigt diese F-Straße nach Norden ab und verläuft zunächst östlich des Flusses Fjaðarhornsá.
Auf der Kollafjörður-Hochebene erreicht sie eine Höhe von 460 m über dem Meeresspiegel.
Auf dem Weg in den Fjord Ísafjörður folgt sie nun dem Fluss Múlaá und erreicht bei dem Hof Laugaból den Djúpvegur .
Für diese Piste gibt es keine Angaben wann sie nach dem Winter wieder geöffnet wird, anders als bei den bekannten Pisten im zentralen isländischen Hochland.
Die Hochebene Kollafjarðarheiði trägt denselben Namen.